# Joe Williams
Pour les articles homonymes, voir Joe Williams (homonymie), Joseph Williams (homonymie) et Williams.
Joseph Goreed Williams, dit Joe, né le 12 décembre 1918 à Cordele, Géorgie, et mort le 29 mars 1999 à Las Vegas, Nevada, est un chanteur américain de jazz.

## Discographie

### Verve Records
- 1956 Count Basie Swings, Joe Williams Sings
- 1957 One O'Clock Jump
- 1958 A Man Ain't Supposed to Cry
- 1963 Jump for Joy
- 1964 Me and the Blues
- 1966 Presenting Joe Williams and the Thad Jones/Mel Lewis Jazz Orchestra
- 1973 Joe Williams Live
- 1985 I Just Wanna Sing
- 1993 Live at Orchestra Hall, Detroit
- 1993 Every Day: The Best of the Verve Years
- 1997 The Best of Joe Williams: The Roulette, Solid State & Blue Note Years
- 1998 One for My Baby
- 1999 Ultimate Joe Williams
- 2001 The Heart and Soul of Joe Williams and George Shearing
- 2002 The Definitive Joe Williams

### Delos Records
- 1984 Nothin' But the Blues